# Aquificae
Classe
Synonymes
- Aquificia Cavalier-Smith 2020
- Epsilobacteria Cavalier-Smith 2002

Les Aquificae sont une classe de bactéries de l'embranchement des Aquificota. Son nom provient de Aquificales qui est l'ordre type de cette classe.

## Taxonomie
Cette classe est proposée en 2001 par A-L. Reysenbach dans la deuxième édition du Bergey's Manual of Systematic Bacteriology. Elle est validée l'année suivante par une publication dans l'IJSEM.

## Liste d'ordres
Selon la LPSN (10 novembre 2022) :
- Aquificales Reysenbach 2002
- Desulfurobacteriales Gupta & Lali 2014